# Wang Yuan (mathématicien)
Pour les articles homonymes, voir Yuan (homonymie).
Wang Yuan (chinois simplifié : 王元 ; pinyin : Wáng Yuán) (né le 29 avril 1930 et mort le 14 mai 2021 à Pékin), ou Yuan Wang est un mathématicien chinois, éducateur et un écrivain scientifique populaire. Il a présidé la Société mathématique chinoise, et dirige l'Institut de mathématiques de l'Académie chinoise des sciences, Académie dont il est membre.

## Biographie
Wang est né dans le Xian de Lanxi, à Jinhua, dans la province du Zhejiang. Son père était magistrat dans le gouvernement local. En raison de l'invasion japonaise pendant la seconde guerre sino-japonaise, la famille de Wang a dû déménager loin de la province du Zhejiang, et est finalement arrivée au sud-est de la ville de Kunming dans la Province du Yunnan en 1938. En 1942, le père de Wang accède au poste de secrétaire en chef de l'Academia sinica. En 1946, après la reddition japonaise, sa famille déménage à la capitale, à Nankin.
Wang entre à l'université Yingshi (plus tard fusionnée au sein de l'université du Zhejiang à Hangzhou), et il est diplômé du département de mathématiques de l'université de Zhejiang en 1952. Il a ensuite obtenu un poste à l'Institut de mathématiques de l'Academia sinica. Hua Luogeng est considéré comme son principal conseiller académique et l'un de ses plus proches collaborateurs, il a dirigé sa thèse. De 1946 à 1949, il est le directeur par intérim de l'institut. En 1949, Wang est séparé de son père, parti à Taiwan.
En 1966, la carrière de Wang est interrompue par la révolution culturelle. Il a été incapable de travailler pendant plus de cinq ans, jusqu'en 1972. Pendant ce temps, Wang a été harcelé et soumis à des interrogatoires.
En 1978, Wang est de retour à son poste de professeur, à l'Institut de mathématiques de l'Académie chinoise des sciences.

## Prix et distinctions
Il reçoit avec Pan Chengdong (en) et Chen Jingrun le prix scientifique national de première classe.
En 1980, il est élu membre de l'Académie chinoise des sciences. De 1988 à 1992, il est le président de la Société mathématique chinoise. Wang a également travaillé aux États-Unis pour un temps. Il a visité l'Institute for Advanced Study et a enseigné à l'université du Colorado.

## Recherches
Les recherches de Wang se concentrent sur le domaine de la théorie des nombres, en particulier la conjecture de Goldbach. Il utilise souvent les méthodes de tamis et les méthodes circulaires. Il a obtenu une série de résultats importants dans le domaine de la théorie des nombres,.

### Applications: intégration numérique et statistiques
Avec Hua Luogeng, il a développé des designs combinatoires de grande dimension pour l'intégration numérique sur le cube unité. Leur travail a attiré l'attention du statisticien Kai Tai-Fang (en), qui a réalisé que leurs résultats pourraient être utilisés dans le Plan d'expériences. En particulier, leurs résultats pourraient être utilisés pour étudier l'interaction, par exemple, dans le plan factoriel et la méthode des surfaces de réponses. La collaboration avec Fang a conduit aux designs uniformes, qui ont également été utilisés dans les simulations sur ordinateur,,,.

### Livres
- (en) Yuan Wang, Diophantine equations and inequalities in algebraic number fields, Berlin, Springer-Verlag, 1991 (ISBN 978-3-642-63489-5, OCLC 851809136, DOI 10.1007/978-3-642-58171-7)
- (en) Yuan Wang (dir.), Selected papers of Wang Yuan, Singapour, World Scientific, 2005, 486 p. (ISBN 981-256-197-8, OCLC 717731203, lire en ligne)
- (en) Kai-Tai Fang et Yuan Wang, Number-theoretic methods in statistics, vol. 51, CRC Press, coll. « Chapman and Hall Monographs on Statistics and Applied Probability », 1993 (ISBN 0-412-46520-5, OCLC 246555560, lire en ligne)